# Walter Model
Otto Moritz Walter Model (24. ledna 1891 Genthin – 21. dubna 1945 u Duisburgu) byl německý polní maršál ve druhé světové válce. Díky svým vojenským výkonům byl známý také pod přezdívkou „Hitlerův hasič“.

## Reichsheer
Walter Model se narodil 28. ledna 1891 v braniborském městě Genthin. Jeho otec byl učitel hudby a krátce po Waltrově narození získal místo státního úředníka v Hamburku. V roce 1909 po složení maturitní zkoušky požádal o přijetí do armády. Jelikož jeho strýc sloužil u 62. pěšího pluku, byl přijat i přes nevyhovující fyzickou kondici (ve škole byl osvobozen od tělesné výchovy).
Byl odeslán na vojenskou akademii v Nise, kde patřil k průměrným studentům a jeho chatrná fyzická kondice byla zdrojem posměchu. Tvrdou sebekázní a usilovným cvičením se však dokázal propracovat k vrcholné tělesné zdatnosti, kterou si zachoval po celý zbytek života. Stejně tak jako smysl pro disciplínu, sebekázeň a vysoké nároky vůči podřízeným. Akademii dokončil v roce 1910. Poté byl povýšen do první důstojnické hodnosti a odeslán k 52. pěšímu pluku „von Alvensleben“, kde sloužil ve funkce pobočníka velitele roty a později velitele praporu.
Na počátku první světové války se osvědčil jako velitel roty a byl vyznamenán Železným křížem 1. a 2. třídy. V roce 1916 byl odeslán do kurzu pro důstojníky generálního štábu a absolvoval jej s vynikajícím prospěchem. Poté se stal pobočníkem velitele 10. pěší brigády a později velitelem roty 8. pluku granátníků. V květnu 1917 byl těžce raněn a po návratu z léčení krátce působil jako zástupce velitele praporu, než byl zařazen jako štábní důstojník ke generálnímu štábu.Tam sloužil až do března 1918 a poté byl už v hodnosti kapitána převelen jako zpravodajský důstojník k Náhradní gardové divizi.
Konec války ho zastihl ve stejné funkci u 36. záložní pěší divize. Po uzavření příměří dostal rozkaz hlásit se u štábu XVII. armádního sboru, který odpovídal za ochranu Západního Pruska před polskými útoky.

## Reichswehr
Poté, co byl přijat do Reichswehru, působil u 14. pěšího pluku jako velitel roty. V roce 1920 se Modelův prapor podílel na potlačení komunistické generální stávky v Porúří. Po konsolidaci Reichswehru působil několik let jako štábní důstojník u Artilleriefüher VI v Münsteru. V říjnu 1925 byl převelen k 8. pěšímu pluku do města Görlitz .
V rámci dalšího vojenského vzdělávání zpracoval studii o polním maršálu von Gneisenau, velkém vojenském reformátorovi z období napolenských válek. Studie byla zveřejněna ve sborníku „ Führertum “ a setkala se s velmi kladným ohlasem. Model byl proto pověřen vedením kurzů taktiky a dějin vojenství pro budoucí důstojníky generálního štábu. V létě 1929 byl povýšen na majora. O rok později byl převelen do Berlína na Reichswehrministerium, na odbor vojenského školství. Zde byl znám nadšenou podporou modernizace armády a naprostým nedostatkem taktu.
V roce 1931 byl na stáži v Sovětském svazu, kde si mohl ověřit v praxi ofenzivní taktiky, které důstojníci Reichswehru (ten měl podle ustanovení Versailleské smlouvy přísně defenzivní charakter) tajně vypracovávali.

## Wehrmacht

### Předválečné období
1. října 1934, již v hodnosti plukovníka, převzal velení Pěšího pluku Allenstein a 1. října 1935 byl jmenován vedoucím technického oddělení na Vrchním velitelství pozemního vojska. V této funkci odpovídal za studium a vyhodnocování výzbroje cizích armád. V roce 1938 byl vyslán do Španělska, aby studoval výzbroj a taktiku používanou za občanské války oběma bojujícími stranami. Poté byl pověřen studiem československého pohraničního opevnění.
Jelikož se Německo po nástupu nacistů začalo připravovat na útočnou válku, bylo tím pádem nutné armádu modernizovat. Model vypracoval návrh nahrazení hipomobilního dělostřelectva motorizovaným (děly taženými za motorovými vozidly a útočnými děly na pásových podvozcích). 10. listopadu 1938 byl už v hodnosti generálmajora jmenován náčelníkem štábu IV. armádního sboru v Drážďanech.

### Polsko a tažení na západ
První válečný rok strávil nejprve ve funkci náčelníka štábu IV. armádního sboru, který byl součástí 10. armády pod velením Generála dělostřelectva Waltera von Reichenau. Během útoku na Francii byl ve funkci náčelníka štábu 16. armády pod velením Generála pěchoty Ernsta Busche. V dubnu 1940 by povýšen na generálporučíka a bylo mu přiděleno velení 3. tankové divize.
U své divize zavedl kombinovaný výcvik, kde například tankisté trénovali společně s pěchotou, ženisté s průzkumnými oddíly atd. Rovněž se zajímal o využití tzv. Bojových skupin (něm. Kampfgruppen), které ještě v roce 1940 nebyly u Wehrmachtu běžnou praxí. Již zde se začalo projevovat, že Model je jeden z mála důstojníků Wehrmachtu, kteří si uvědomují důležitost výcviku obranné taktiky jako možné součásti budoucích válečných střetů.

### Operace Barbarossa
Jako velitel 3. tankové divize u XXIV. tankového sboru v rámci 2. tankové skupiny Heinze Guderiana, kterou na východní tažení výborně připravil, si během operace Barbarossa počínal nesmírně dynamicky a i v nejobtížnějších situacích si stále razil cestu vpřed. 9. července 1941 byl za jeho bojové zásluhy vyznamenán Rytířským křížem. Na podzim 1941 se 3. tanková divize zúčastnila gigantické obkličovací operace u Kyjeva. V závěrečné fázi operace vyrazil Model na inspekci prvosledových jednotek bojujících v lesích u Kalisty a byl zde raněn.
1. října 1941 byl povýšen do hodnosti generála tankových jednotek a bylo mu svěřeno velení nad XLI. tankovým sborem, který převzal v době, kdy německá ofenzíva před Moskvou zastavila. Model požadoval, aby byl jeho sbor stažen z fronty k odpočinku a doplnění, avšak v polovině listopadu obnovila Skupina armád Střed ofenzivu. Sbor pokračoval v ofenzivní činnosti a pokračoval k postupu až k těsné blízkosti hlavního města. Tvrdé boje sbor natolik vyčerpaly, že tankové pluky jeho divizí byly pouze slabými bojovými skupinami. Sovětská protiofenziva, zahájená 5. prosince, donutila Němce k ústupu. Modelovo pevné a rozhodné velení přispělo k tomu, že sbor mohl provést, na rozdíl od jiných jednotek, spořádaný ústup bojem s minimálními ztrátami.

### Ržev

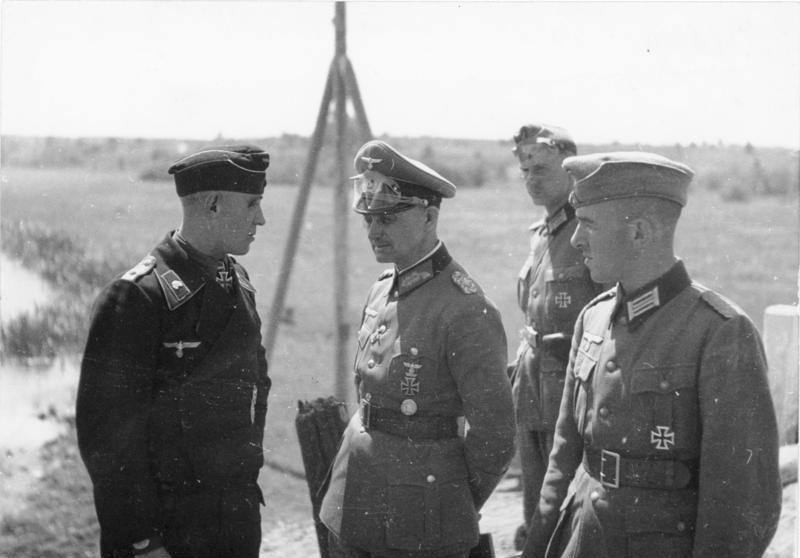
Model (uprostřed) na východní frontě, červenec 1941

V lednu 1942 se ujal velení nad 9. armádou nacházející se v oblasti Rževa. Armáda během ústupu vykazovala známky rozkladu a nyní byla ohrožena pokračující sovětskou zimní ofenzívou. Proto potřebovala rozhodného velitele. Model si byl vědom toho, že pokud by vyklidil Rževský výběžek, ohrozil by celou Skupinu armád Střed. Proto zahájil 5. února útočné operace a podařilo se mu sovětská vojska uzavřít v obrovském kotli. Po krátké, ale úspěšné bitvě byla německá fronta obnovena a Sověti ztratili 26 000 mužů. Jednalo se o první německé vítězství po sérii porážek, utrpěných během prosince 1941 až ledna 1942. Model byl proto po zásluze povýšen do hodnosti generálplukovníka a obdržel Dubové ratolesti k Rytířskému kříži.
Oblast Rževa byla pod sovětským tlakem během celého roku 1942 a 9. armáda sváděla těžké boje o její udržení. Po kapitulaci 6. armády u Stalingradu však už byla její obrana zbytečná a Hitler souhlasil s jejím vyklizením. Ústup byl zahájen 22. února 1943 a skončil 1. března. Během ústupu podnikli Sověti celkem 6 útoků, aby ustupující 9. armádu zničili, ale rusové ztratili v těchto bojích 42 000 mužů, aniž by dokázali tempo ústupu vážněji ohrozit. Po dokončení ústupu bránila 9. armáda mnohem kratší úsek fronty a mohla uvolnit 8 divizí, jež posílily ostatní ohrožené oblasti. Za úspěšné velení během ústupových bojů obdržel Model v dubnu 1943 meče k Rytířskému kříži.

### Kursk a Orel
9. armáda dostala rozkaz přesunout se do oblasti města Orel a provést přípravy na operaci „Citadela“ – pokus o klešťový obchvat a likvidaci sovětského výběžku fronty v prostoru Kurska. 9. armáda měla vytvořit severní rameno kleští. Model měl vážné pochyby, zda je 9. armáda natolik silná, aby svěřené úkoly dokázala splnit. Proto požádal, aby mu byly přiděleny další dvě tankové a čtyři pěší divize, jakož i těžká útočná děla a ženijní jednotky. Když posily do konce června nedorazily, Model navrhl, aby místo ofenzivní operace zůstala německá vojska v obraně a snažila se rozdrtit sovětské pokusy o útok. Hitler však pouze odložil začátek operace na červenec. Průběh a výsledek operace jsou známy. Boje začaly 4. července a už po třech dnech, během inspekce u XLVII. tankového sboru, došel Model k závěru, že ofenziva ztroskotala.
13. července pak Hitler operaci Citadela zastavil, konec bojů to však neznamenalo. Sovětské útoky pokračovaly s cílem odříznout 9. armádu a poté obklíčit celou Skupinu armád Střed. Model, který v té době velel i 2. tankové armádě, zařazené pod Skupinu armád Střed, protestoval proti Hitlerovu zákazu ustoupit z prostoru okolo města Orel. Hitlerův požadavek, aby byl Orel hájen stůj co stůj, nebyl za dané situace reálný. Model nakonec dosáhl svého a veškerou svou energii věnoval na záchranu všeho, co se z prostoru Orla zachránit dalo. Jen díky němu se podařilo evakuovat přes 20 000 raněných vojáků a 53 000 tun materiálu. Sovětské útoky pak postupně slábly a následující měsíce až do listopadu proběhly ve znamení oboustranné defenzivy.
5. listopadu byl Model převelen do Vůdcovy zálohy. 29. ledna pak obdržel rozkaz převzít velení Skupiny armád Sever, stabilizovat kritickou situaci v oblasti Leningradu a zabránit průniku Rudé armády do Pobaltí. Za úspěšné řízení bojů v tzv. Leningradsko – Novgorodské operaci byl 1. března 1944 povýšen do hodnosti generála polního maršála.

### Ukrajina a Polsko
Koncem března byl pověřen velením Skupiny armád Jih, později přejmenované na Skupinu armád Severní Ukrajina. Tato skupina armád byla nucena pod těžkým sovětským tlakem ustupovat a prvním Modelovým rozkazem v nové funkci bylo za každou cenu udržet přístupy ke Karpatům. Rudá armáda zahájila ofenzivu 22. června 1944, avšak nikoli v oblasti hájené Skupinou armád Severní Ukrajina, ale proti Skupině armád Střed. Hitler proto nařídil, aby se Model ujal velení i této skupiny armád. Záhy zjistil, že je značně vyčerpaná, proto započal s její reorganizací a posílil ji některými divizemi Skupiny armád Severní Ukrajina, která nebyla pod takovým tlakem. Bojeschopnost Skupiny armád Střed se brzy zvýšila a tak se mohla věnovat likvidaci sovětského průlomu a podařilo se jí udržet zásobovací komunikace.
Model si ale byl vědom, že nemá dostatek sil k odrážení neustálých sovětských útoků a předložil Hitlerovi návrh ke zkrácení obranné linie ústupem k německým hranicím. Ten jako obvykle návrh zamítl a místo toho vyžadoval protiútok v oblasti Memelu ve Východním Prusku. Přitom zcela ignoroval kritickou situaci poněkud jižněji, kde Rudá armáda postupovala směrem k Varšavě.
V období, kdy krize vrcholila, jej Hitler odvolal z východní fronty a jmenoval jej velitelem Skupiny armád B a současně hlavním velitelem německých vojsk na západě (Oberbefehlshaber West), kde byla situace neméně kritická. Nahradil ve funkci polního maršála Günthera von Kluge, který byl podezřelý z účasti atentátu na Vůdce ze dne 20. července 1944. 16. srpna 1944 mu Hitler současně se jmenováním do nové funkce předal brilianty k Rytířskému kříži. 

### Ústup z Francie a operace Market Garden
Model při převzetí funkce nalezl západní frontu v katastrofálním stavu. Francie už byla v té době pro Německo ztracena – na jihozápadě Spojenci zatlačovali 1. a 19. armádu zpět k německým hranicím, části 7. armády a 5. tankové armády byly obklíčeny v kapse u Falaise, 15. armádě hájící pobřeží La Manche hrozilo odříznutí a na severu se spojenecká vojska hnala Belgií k Siegfriedově linii. Modelovi se podařilo přesvědčit Hitlera, aby netrval na svém rozkazu bránit se u Falaise za každou cenu a podařilo se mu vyvést velkou část obklíčených jednotek z pasti. Se svými omezenými silami mohl pouze zajistit, aby německý ústup ze západní Evropy probíhal organizovaně a za cenu co nejnižších ztrát. Počátkem září Hitler znovu povolal do služby polního maršála Gerda von Rundstedt a pověřil ho velením německých vojsk na západě. Model tak mohl všechnu svou energii věnovat Skupině armád B. Přestávky v bojích, vyvolané logistickými problémy příliš rychle postupujících Spojenců, využil Model k přeskupení podřízených jednotek a upevnění obranné linie. 
V září došlo na západě ke dvěma velkým krizím. Spojenci dobyli Cáchy, první velké německé město, a spustili operaci Market Garden – vzdušné výsadkové divize měly obsadit mosty v Holandsku a udržet je pro postup britského XXX. sboru do severního Německa. Model nařídil hájit mosty za každou cenu a zakázal dosud nepoškozené mosty zničit. Poté vydal rozkaz k zahájení protiútoku, jenž zabránil spojení XXX. sboru s výsadkáři u Arnhemu. 18. září osobně velel útočným operacím v prostoru Oosterbeek – Wolfsberg. K další krizi došlo, když americká 1. armáda zahájila mohutnou útočnou operaci s cílem prolomit Siegfriedovu linii. Model řídil obranné boje úspěšně a americká ofenziva se během listopadu vyčerpala.

### Ardeny
Během tohoto krizového období se Hitler zabýval plánováním německé ofenzivy na západě, která pak vstoupila do historie jako bitva v Ardenách. Jejím cílem bylo dobýt Antverpy a odříznout od sebe britská a americká vojska a postupně je zničit. Skupina armád B obdržela rozkaz zaútočit z oblasti Eifelu a nově vytvořená Skupina armád H měla mezi tím hájit obrannou linii na Maase. Model považoval Hitlerův plán za neproveditelný a propagoval tzv. „malé řešení“ – ofenzivu malého rozsahu, která měla zlikvidovat výběžek americké fronty u Cách. Hitler však neustále prosazoval své „velké řešení“. Model byl ochoten je akceptovat pouze za podmínky, že všechny tankové jednotky budou spojeny v jeden velký útočný klín. Hitler však jeho koncepci odmítl a prosazoval rovnoměrné rozmístění tankových divizí po celé délce fronty.
Ofenziva byla zahájena 16. prosince, přes počáteční úspěchy však byla spojeneckými pozemními vojsky a po zlepšení počasí i leteckými údery zastavena. Hitler proto vydal 27. prosince rozkaz k realizaci „malého řešení“, bylo však již pozdě a nasazené jednotky musely ustoupit zpět na německé území. Model se pak marně pokoušel Vůdce přesvědčit, že hájit Německo na Siegfriedově linii nelze, ale obrana se musí opírat o přírodní bariéru řeky Rýn. V polovině března pak skupina armád B musela před americkým tlakem ustoupit za Rýn a nepodařilo se jí zničit most u Remagenu.

### Překročení Rýna a obklíčení Skupiny armád B
1. dubna se Skupina armád B ocitla v obklíčení americkou 1. a 9. armádou v Porúří. Hitler vyhlásil Porúří za „pevnost“, kterou je nutné hájit do posledního muže a nařídil zničení všech průmyslových podniků a celé infrastruktury, aby nepadla do rukou Spojenců. Model se rozhodl tento rozkaz ignorovat. V polovině dubna Spojenci rozdělili obklíčené Porúří na dvě samostatné kapsy a generálmajor Matthew Ridgway, velitel amerického XVIII. výsadkového sboru, vyslal za Modelem parlamentáře s výzvou ke kapitulaci, aby tak zachránil životy svých vojáků i civilního obyvatelstva. Model nabídku kapitulace odmítl, protože mu v tom bránil smysl pro vojenskou čest a osobní přísaha Hitlerovi. Rozhodl se však nepokračovat v boji a nařídil rozpuštění Skupiny armád B. Nejstarší a nejmladší vojáci byli propuštěni z vojenské služby s patřičnými doklady o demobilizaci, a zbývajícím mužům byla dána možnost vzdát se nebo se pokusit o únik – podle svého uvážení.
Posedlý myšlenkou, že na svém místě zklamal, a když mu nebyla dopřána smrt na bojišti, začal Model uvažovat o sebevraždě. Konečným impulsem pro dobrovolný odchod ze života byl Goebbelsův rozhlasový projev 20. dubna 1945, v den Hitlerových narozenin, ve kterém očerňoval Porúrskou armádu a vinil ji ze zrady Vůdce a Německa. Když se pak dozvěděl, že je Sověty obviněn z válečných zločinů, bylo rozhodnuto. Jeho poslední slova pronesená před štábem zněla: „Udělali jsme všechno, abychom ospravedlnili naše činy ve světle historie? Co tedy zbývá pro poraženého velitele?“ V lese nedaleko Duisburgu se zastřelil. Důstojníky, kteří jej doprovázeli, požádal, aby jej pohřbili na místě, které si zvolil, pod mohutným dubem.
Místo jeho odpočinku zůstalo po dlouhá léta neoznačeno. Teprve 26. července 1955 byly ostatky polního maršála exhumovány a uloženy do hrobu číslo 1074 na vojenském hřbitově Vossenack v severním Eifelu.

## Shrnutí vojenské kariéry

### Data povýšení
- Leutnant – 22. srpen 1910
- Oberleutnant – 25. únor 1915
- Hauptmann – března 1918
- Major – 1929
- Oberstleutnant – 1932
- Oberst – 1. října 1934
- Generálmajor – 1. březen 1938
- Generalleutnant – 1. duben 1940
- Generál der Panzer Truppe – 1. říjen 1941
- Generaloberst – 28. únor 1942
- Generalfeldmarschall – 1. březen 1944

### Povýšení & Vyznamenání
- Rytířský kříž Železného kříže, (344. držitel)
- Dubové ratolesti k rytířskému kříži železného kříže (74. držitel)
- Meče k rytířskému kříži železného kříže (28. držitel)
- Brilianty k rytířskému kříži železného kříže (17. držitel)
- Pruský železný kříž, I. třídy
- Pruský železný kříž, II. třídy
- Královský hohenzollernský domácí řád, s meči
- |  Spona k železnému kříži I. a II. třídy
- Železný půlměsíc (Turecko)
- Bavorský vojenský záslužný řád, IV. třída s meči (Bavorsko)
- Vojenský záslužný kříž, II. třídy (Meklenbursko-Zvěřínsko)
- Vojenský záslužný kříž, III. třídy (Rakousko)
- Španělský kříž, bronzový
- Medaile za východní frontu
- Řád Michala Chrabrého, III. třídy (Rumunsko)
- Kříž cti
- |  |  |  Služební vyznamenání Wehrmachtu, od IV. do I. třídy
- Odznak za zranění ve zlatě